# Stéphane Pauwels
Pour les articles homonymes, voir Pauwels.
Stéphane Pauwels, né le 18 août 1968 à Mouscron, en Belgique, est un recruteur belge dans le domaine du football devenu par la suite animateur de télévision et de radio. Il est également recruteur au sein de l'US Valenciennes-Anzin.

## Biographie

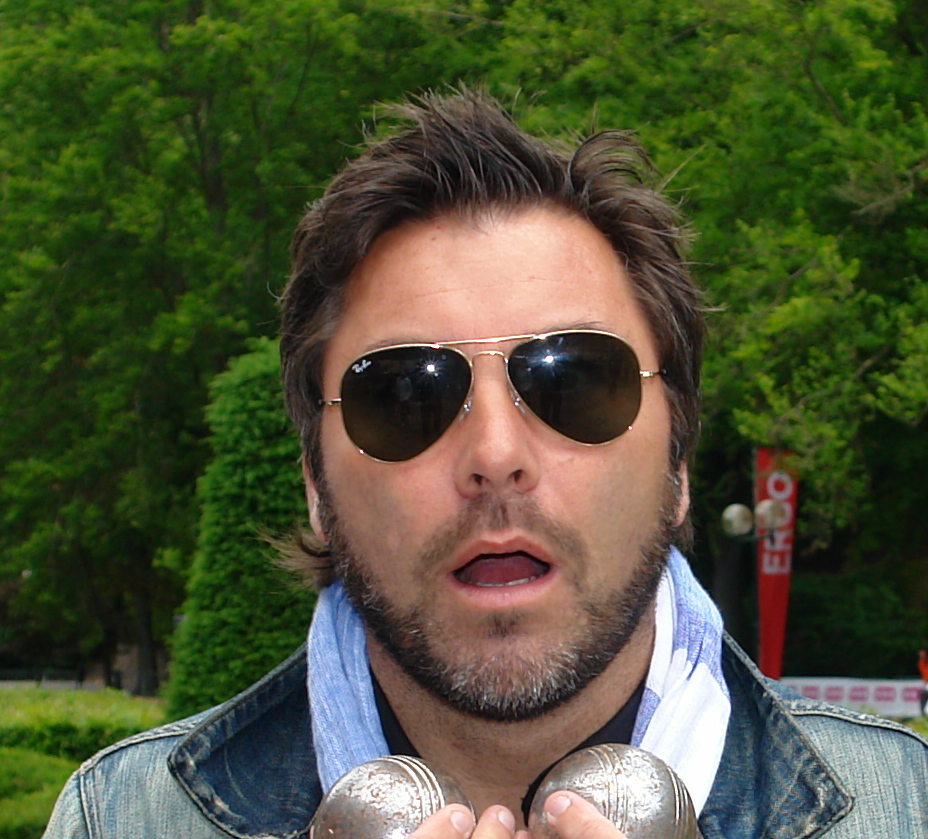
Stephane Pauwels lors d'une animation caritative à Spa.

Stéphane Pauwels naît le 18 août 1968 à Mouscron,. Il commence sa carrière en enchaînant des petits boulots tels : Disc-jockey, maître-nageur ou encore animateur au Club Med. Puis, il travaille pendant deux ans pour la radio Skyrock à Paris, où il assurera la promotion et la communication, ensuite, il s'emploie chez Giraudy Affichage à Lille pour la même période.
Par la suite, il devient attaché de presse au sein de la commune d'Estaimpuis.

### Carrière de dirigeant et recruteur
Stéphane Pauwels entre dans le monde du football professionnel pour s'occuper de la communication et du marketing de l'Excelsior Mouscron, promu en Championnat de Belgique de football en 1996. À Mouscron, il travaille aux côtés de l'entraîneur de l'équipe, Georges Leekens, et a le bonheur de partager la montée en D1 et la qualification européenne du club.
En 1999, Stéphane Pauwels rejoint le club de Lille, pour en devenir l'attaché de presse. De fil en aiguille, il deviendra coordinateur sportif du club et l'homme de confiance de l'entraîneur Vahid Halilhodžić jusqu'en 2002 avant d'accomplir un bout de chemin avec son successeur, Claude Puel. Dans son parcours au LOSC, il connaîtra de nombreux joueurs prometteurs comme les frères Cheyrou (Bruno et Benoît), Pascal Cygan, Mathieu Delpierre, Jean II Makoun ou Éric Abidal. Son aventure lilloise sera marquée par un titre de champion de France de D2 et une participation en Ligue des champions.
En janvier 2003, il rejoint la fédération algérienne de football en tant qu'intendant et directeur technique. Il collabore avec ses compatriotes belges Georges Leekens et Robert Waseige ainsi qu'avec Rabah Saâdane à la tête de l'équipe nationale algérienne. Avec l'Algérie, il participe à l'aventure qui s'incline en quarts de finale de la CAN 2004 contre le Maroc (3-1). Il a ainsi incité plusieurs joueurs ayant la double nationalité française et algérienne à rejoindre les Fennecs (Karim Ziani, Nadir Belhadj, Madjid Bougherra, Anthar Yahia…).
Il retourne ensuite au pays en juin 2004 et devient directeur sportif du club de La Louvière associé à l'entraîneur français Albert Cartier. En venant à La Louvière, il recommande l'attaquant nigérian Peter Odemwingie à Lille et le remplace par l'attaquant algérien Rafik Djebbour qui évoluait avec la réserve de l'AJ Auxerre. Cette saison-là, La Louvière réalise la meilleure saison de son histoire en finissant à la 7e place, mais la saison sera entachée par de gros problèmes financiers, il est donc contraint à quitter le club. En octobre 2005, une affaire de matchs truqués éclate. Ye Sheyun, un mystérieux Chinois est soupçonné d'avoir « arrosé » des joueurs et entraîneurs pour truquer les résultats d'une vingtaine de matchs. Il aurait agi pour le compte de la mafia chinoise des jeux. De nombreux clubs y sont impliqués, comme le Lierse SK et La Louvière.
Lors d'un reportage de l’émission Panorama de la chaîne flamande VRT, le nom de Stéphane Pauwels (directeur sportif de La Louvière à l'époque) est cité comme potentiel complice, une enquête s'ouvrira et il sera innocenté.
Depuis 2005, il entame une carrière de recruteur pour des clubs français, d'abord au FC Metz (Ligue 1) jusqu'en 2006. C'est durant cette période qu'il repère l'attaquant Demba Ba au FC Rouen en CFA (4e division française) et qu'il lui conseille et obtient son transfert à Mouscron.
Puis, il signe à l'AS Monaco, où il est superviseur dans le championnat belge, les compétitions africaines (CAN, CHAN…) ou les compétitions de jeunes (Euro espoirs, coupe du monde des moins de 17 ans, des moins de 20 ans…). Il est à l'origine des arrivées de Lukman Haruna, Moussa Maazou, Dieumerci Mbokani et Yannick Ferreira Carrasco dans le club monégasque. Il avait aussi repéré des joueurs comme Simon Kjær ou Gervinho qui ont fait des essais à l'ASM, mais n'avaient pas été conservés par la direction du club.
En mai 2010, Pauwels se voit proposer le poste de directeur technique au Standard de Liège. Après un temps de réflexion, il décline la proposition en expliquant : « La tentation était forte, mais parmi les raisons principales qui m’ont poussé à refuser, la perspective d’infliger à ma famille un déménagement tient une bonne place. Il y a aussi mes activités médiatiques incompatibles avec un tel rôle et que je ne désirais pas mettre entre parenthèses. »
En juin 2010, son contrat avec le club de la Principauté n'est pas renouvelé. Il signe donc à l'US Valenciennes-Anzin.

### Presse et audiovisuel
De 2006 à 2011, il était chroniqueur dans l'émission sportive sur le football, Studio 1 La Tribune sur la Deux (RTBF) chaque lundi à 20 h. Lors de la coupe du monde 2010, il participe, avec José Riga et Khalilou Fadiga, à l'émission Cap Africa présentée par Benjamin Deceuninck sur la RTBF.
Entre 2009 et 2011, il était aussi présent sur les ondes de VivaCité le dimanche soir dans l'émission Complètement Foot aux côtés de David Houdret et Pascal Scimè.
Stéphane Pauwels collabore tous les mercredis à l'hebdomadaire Sport/Foot Magazine au travers de sa rubrique Le Coup de fil de Stef. Chaque semaine, une personnalité du foot s'y dévoile.
Depuis l'été 2009, il est chroniqueur sur la radio française RMC dans l'émission After Foot. Il fut commentateur pigiste de certains matchs de Coupe de France et de Coupe de la Ligue française sur France 3 Nord-Pas-de-Calais Picardie.
Le 29 juin 2011, Stéphane Pauwels quitte la RTBF et VivaCité et signe un contrat d'exclusivité avec le groupe RTL. Depuis le 1er août 2011, il commente les matchs de la Ligue des champions diffusés sur Club RTL. Il est aussi présent, depuis début août, en radio et se voit attribuer sa propre émission, 100 % Steph sur les antennes de Bel RTL chaque dimanche.
À partir du 18 octobre 2011, Stéphane Pauwels anime Les orages de la vie en prime-time sur RTL-TVI, une émission où Pauwels va chez des personnalités belges ou françaises pour revisiter avec eux des moments où leur existence a basculé ou, en tout cas, a failli le faire.
En 2012, il participe à l'émission de téléréalité Pékin Express : La route des Volcans, diffusée sur RTL-TVI qu'il remporte. Il gagne, avec Jean-Denis Lejeune, 8 000 euros au profit de l'association Objectif Ô.
En 2013, Stéphane Pauwels joue un petit rôle (nerveux petit chef des éboueurs bruxellois) dans le long-métrage d’Ismaël Saidi Moroccan Gigolos, qui a été accueilli plutôt négativement par la critique cinématographique.
Depuis janvier 2014, il est chroniqueur tous les dimanches dans l'émission MyTéléfoot sur le site internet de la chaîne de télévision française TF1.
En septembre 2015, il rejoint l'équipe de 100% Foot après les soirées de Ligue Europa sur la chaîne de télévision française W9.
En juin 2016, il est chroniqueur de L'Équipe du Soir après les matches de l'Euro 2016 sur La chaîne L'Équipe.

#### Récompenses
Lors de la première édition des Mouches d'Or en 2010, organisées par NRJ Belgique, qui consistent à récompenser le meilleur du pire des médias belges, Stéphane Pauwels reçoit avec Benoît Thans, le titre de « meilleur duo comique de l'année ».
En 2010 également, il se voit attribuer le Moustique d'or du « meilleur impertinent » devant Yann Barthès et Stéphane Guillon. Son prix lui est remis sur le plateau de Studio 1 par Patrick Ridremont.
En 2011, lors de la deuxième édition des Mouches d'Or, il reçoit le titre de la « fausse politesse » remis avec les autres animateurs de Studio 1 qui se « vouvoient à l'antenne, mais qu'on sait bien qu'ils se disent amicalement Salut pétasse, Bonjour morue hors-antenne ».

### Polémiques
En octobre 2010, Stéphane Pauwels affirme avoir été victime de menaces de mort. Depuis le mois de mai 2010, le chroniqueur reçoit des SMS anonymes, lui reprochant des prises de positions jugées « anti-Anderlecht ». À la mi-octobre, les menaces se précisent et Pauwels décide d'en informer la police.
En août 2013, Harlem Gnohéré annonce son projet d'intenter une action en justice contre Stéphane Pauwels. L'attaquant de Charleroi a été décrit de gros comme un cochon par Stéphane Pauwels, lors d'un match de son équipe contre Courtrai. Pauwels adresse ses excuses à Gnohéré, qui les accepte et renonce à porter plainte.
Le 28 août 2018, il est arrêté dans le cadre d'une participation à un cambriolage à Lasne en 2017, chez l'ex-compagnon de sa compagne Vanessa Collasin. RTL Belgium le suspend d'antenne le lendemain.
En octobre 2020, le tribunal correctionnel du Hainaut le condamne à 30 mois avec sursis, tout en l'acquittant de la charge de membre d'une association de malfaiteurs. Il réapparait à la télévision française fin 2021 lors des soirées européennes d'Europa League sur la chaîne W9.

### Vie privée
Stéphane Pauwels a une fille, Jade, née le 22 décembre 2022.

## Publications
- Pauwels brise le silence (entretiens avec Michel Matton), éditions Luc Pire, 2008.
- Coups de gueule et coups de cœur de Stef[17] (en collaboration avec Alexandre Charlier, illustrations de Pad'R), éditions Racine, 2008.
- 11 rappels, Une saison de Studio 1 (en collaboration avec Alexandre Charlier), éditions Racine, 2009.
- Zéro pointé (en collaboration avec Thibaut Roland), éditions Luc Pire, 2015.
- De la lumière à l'infamie, éditions La boîte à pandore, 2021.

### Album de bande dessinée

#### Football, dans l'ombre des étoiles
- 1. Tome1[18], Quadrants, coll. « Astrolabe », Bruxelles, janvier 2011
Scénario : Stéphane Pauwels, Michel Dufranne - Dessin et couleurs : Ignacio Noé -  (ISBN 978-2-302-01510-4)